# Paralelo 33 N
O Paralelo 33 N é o paralelo a 33 graus a norte do plano equatorial terrestre.
A esta latitude o Sol é visível durante 14 horas e 20 minutos durante o solstício de verão e durante 9 horas e 58 minutos durante o solstício de inverno.

No sistema geodésico WGS 84, à latitude 33° norte, um grau de longitude tem cerca de 93453 m. O comprimento total do paralelo é de 33643 km, cerca de 84% do comprimento da linha do Equador. Dista 3653 km da linha do Equador e 6349 km do polo Norte.
No Iraque, este paralelo definiu o limite de uma da zona de exclusão aérea meridional entre 4 de setembro de 1996 e 30 de agosto de 2003 (antes fora o paralelo 32 N). O espaço aéreo foi controlado pela Operação Southern Watch.
Nos Estados Unidos define aproximadamente a fronteira entre Arkansas a norte e Louisiana a sul: a fronteira situa-se cerca de 2 km a norte do paralelo. O Território da Louisiana era a parte da Compra da Louisiana de 1803 que ficava a norte deste paralelo.
A região em torno do paralelo 33 N integra as chamadas latitudes dos cavalos.
Começando pelo Meridiano de Greenwich e tomando a direção leste, o paralelo 33° Norte passa por:
| País, território ou mar | Notas |
| ----------------------- | --- |
| Argélia                 | |
| Tunísia                 | |
| Líbia                   | Passa a norte de Tripoli |
| Mar Mediterrâneo        | |
| Israel                  | Passa em Nahariya |
| Montes Golan            | Território disputado - controlado por Israel, reclamado pela Síria zona tampão da UNDOF                                      |
| Síria                   | |
| Jordânia                | |
| Iraque                  | |
| Irão                    | |
| Afeganistão             | |
| Paquistão               | Khyber Pakhtunkhwa · Punjab · Azad Kashmir - reclamado pela Índia                                                            |
| Índia                   | Jammu e Caxemira - reclamado pelo Paquistão · Ladaque - reclamado pelo Paquistão · Himachal Pradesh                          |
| Aksai Chin              | Disputado pela Índia e pela China                                                                                            |
| China                   | Tibete Qinghai Sichuan Qinghai Sichuan Gansu Shaanxi Hubei Henan Anhui Jiangsu Anhui - cerca de 12 km Jiangsu                |
| Mar da Korea            | Passa a sul da ilha Marado, Coreia do Sul                                                                                    |
| Japão                   | Ilhas Nakadori, Kyūshū e Shikoku                                                                                             |
| Oceano Pacífico         | |
| Estados Unidos          | Ilha de San Clemente, Califórnia                                                                                             |
| Oceano Pacífico         | |
| Estados Unidos          | Califórnia Arizona Novo México Texas Louisiana (a sul da fronteira com Arkansas) Mississippi Alabama Geórgia Carolina do Sul |
| Oceano Atlântico        | Passa a norte da Ilha da Madeira, Região Autónoma da Madeira, Portugal                                                       |
| Portugal                | Ilhéu da Cal, junto a Porto Santo, Região Autónoma da Madeira                                                                |
| Oceano Atlântico        | |
| Marrocos                | Passa em Settat |
| Argélia                 | |